# 伯特蘭悖論
伯特蘭悖論是指機率論的傳統解釋所導致的悖論，由約瑟·伯特蘭在他的著作《Calcul des probabilités》(1889) 中提出。此悖論描述，當我們分析的機率課題牽涉到無限大的樣本空間時，且在使用「每個事件發生的機會皆相同」的原則時不夠謹慎，是未必能得到明確或肯定的結果的。

## 伯特蘭悖論的內容
伯特蘭悖論的內容如下：考慮一個內接於圓的等边三角形。若隨機選圓上的弦，則此弦的長度比三角形的邊較長的機率為何？
伯特蘭給出了三個論證，全都是明顯有效的，但導致的結果都不相同。

1. 隨機的弦，方法1；紅=比三角形的邊較長，藍=比三角形的邊較短 「隨機端點」方法：在圓周上隨機選給兩點，並畫出連接兩點的弦。為了計算問題中的機率，可以想像三角形會旋轉，使得其頂點會碰到弦端點中的一點。可觀察到，若另一個弦端點在弦會穿過三角形的一邊的弧上，則弦的長度會比三角形的邊較長。而弧的長度是圓周的三分之一，因此隨機的弦會比三角形的邊較長的機率亦為三分之一。

隨機的弦，方法2

2. 隨機的弦，方法2 「隨機半徑」方法：選擇一個圓的半徑和半徑上的一點，再畫出通過此點並垂直半徑的弦。為了計算問題的機率，可以想像三角形會旋轉，使得其一邊會垂直於半徑。可觀察到，若選擇的點比三角形和半徑相交的點要接近圓的中心，則弦的長度會比三角形的邊較長。三角形的邊會平分半徑，因此隨機的弦會比三角形的邊較長的機率亦為二分之一。

隨機的弦，方法3

3. 隨機的弦，方法3 「隨機中點」方法：選擇圓內的任意一點，並畫出以此點為中點的弦。可觀察到，若選擇的點落在半徑只有大圓的半徑的二分之一的同心圓之內，則弦的長度會比三角形的邊較長。小圓的面積是大圓的四分之一，因此隨機的弦會比三角形的邊較長的機率亦為四分之一。

上述方法可以如下圖示。每一個弦都可以被其中點唯一決定。上述三種方法會給出不同中點的分佈。方法1和方法2會給出兩種不同不均勻的分佈，而方法3則會給出一個均勻的方法。但另一方面，若直接看弦的分佈，方法2的弦會看起來比較均勻，而方法1和方法3的弦則較不均勻。
|  |  |  |
|  |  |  |

還可以想出許多其他的分佈方法。每一種方法，其隨機的弦會比三角形的邊較長的機率都可能不一樣。

## 傳統解答
問題的傳統解答認為關鍵在於「隨機」選擇弦的方法。若選定了隨機選擇的方法，問題自然也就會有良好定義的解答。既然不存在一個唯一的選擇方法，那麼也就不存在一個唯一的解答。伯特蘭提出的這三種解答分別對應不同的選擇方法，若沒有更進一步的資訊，也沒有理由認為其中的一個解答會比另一個解答更好。
機率論的傳統解釋所導致的伯特蘭悖論和其他悖論產生了幾個更嚴謹的範規，其中包括頻率概率和貝葉斯概率。